# Sajátos nevelési igény
A sajátos nevelési igény (SNI) gyűjtőfogalom, amely többletjogokat biztosít a különleges bánásmódot igénylő gyermekeknek, tanulóknak. A sajátos nevelési igényt szakértői bizottság állapítja meg, kategóriái: mozgásszervi, érzékszervi, értelmi vagy beszédfogyatékossággal élő vagy halmozottan sérült.

## Definíció
A sajátos nevelési igényű (SNI) gyermekek definíciója a jelenleg hatályos köznevelési törvény szerint:
Sajátos nevelési igényű gyermek, tanuló: az a különleges bánásmódot igénylő gyermek, tanuló, aki a szakértői bizottság szakértői véleménye alapján mozgásszervi, érzékszervi, értelmi vagy beszédfogyatékos, több fogyatékosság együttes előfordulása esetén halmozottan fogyatékos, autizmus spektrumzavarral vagy egyéb pszichés fejlődési zavarral (súlyos tanulási, figyelem- vagy magatartásszabályozási zavarral) küzd.

## Korábbi definíció
A sajátos nevelési igény definíciója a közoktatási törvény (1993. évi LXXIX. törvény) szerint:
121. § (1) E törvény alkalmazásában
sajátos nevelési igényű gyermek, tanuló: az a gyermek, tanuló, aki a szakértői és rehabilitációs bizottság szakvéleménye alapján
a) testi, érzékszervi, értelmi, beszédfogyatékos, autista, több fogyatékosság együttes előfordulása esetén halmozottan fogyatékos,
b) pszichés fejlődés zavarai miatt a nevelési, tanulási folyamatban tartósan és súlyosan akadályozott (pl. dyslexia, dysgraphia, dyscalculia, mutizmus, kóros hyperkinetikus vagy kóros aktivitászavar);
(9) Ha jogszabály az óvodai nevelésben részt vevő, a tanulói jogviszonyban, kollégiumi tagsági viszonyban álló vagy a képzési kötelezettséget teljesítő fogyatékos gyermek részére kedvezményt, juttatást, jogosultságot, kötelezettséget állapít meg, a fogyatékos gyermek, tanuló fogalom alatt a sajátos nevelési igényű gyermeket, tanulót kell érteni.
sajátos nevelési igényű neveléshez és oktatáshoz szükséges feltételek: a gyermek, tanuló külön óvodai neveléséhez, illetve iskolai neveléséhez és oktatásához, a sajátos nevelési igény típusának és súlyosságának megfelelő gyógypedagógus, konduktor foglalkoztatása, a neveléshez és oktatáshoz szükséges speciális tanterv, tankönyv és más segédletek; magánoktatáshoz, integrált óvodai neveléshez, iskolai neveléshez és oktatáshoz, a képzési kötelezettséghez, az illetékes szakértői bizottság által meghatározottak szerinti foglalkozáshoz szükséges szakirányú végzettségű gyógypedagógus foglalkoztatása; a foglalkozásokhoz szükséges speciális tanterv, tankönyv, valamint speciális gyógyászati és technikai eszközök; a gyermek, tanuló részére a szakértői és rehabilitációs bizottság által meghatározott szakmai szolgáltatások biztosítása.
Tehát a sérült, fogyatékos vagy részképesség zavaros gyerek gyógypedagógiai fejlesztésre szorul. A közoktatási törvény szerint joguk is van ehhez a fejlesztéshez.A sajátos nevelési igény (SNI) fogalmának tágabb értelmezése azokat a különleges bánásmódot igénylő gyermekeket jelöli, akiknek állandó vagy átmeneti jelleggel fizikai, biológiai, pszichikai, intellektuális, családi vagy szociokulturális okok miatt egyéni, a többségtől eltérő nevelési-oktatási szükségleteik vannak. A fogyatékossággal élők mellett ide tartoznak a tanulási nehézséggel, magatartászavarral küzdők illetve a kivételes képességű tanulók. A sajátos nevelési igény nem orvosi vagy pszichológiai értelemben vett diagnózis, hanem az oktatás területén való többletjogosultságok biztosítása érdekében bevezetett iskoláztatási kategória.
Szűkebb értelemben a sajátos nevelési igény a jelenleg hatályos köznevelési törvény szerint csupán a gyógypedagógia kompetenciájába tartozó problémákat veszi figyelembe: „4. § [...] 25. sajátos nevelési igényű gyermek, tanuló [...], aki a szakértői bizottság véleménye alapján mozgásszervi, érzékszervi, értelmi vagy beszédfogyatékos, több fogyatékosság együttes előfordulása esetén halmozottan fogyatékos, autizmus spektrum zavarral vagy egyéb pszichés fejlődési zavarral (súlyos tanulási, figyelem- vagy magatartásszabályozási zavarral) küzd.”

## Eredete, előzmények
A múltban a szegregált oktatást tartották a célravezető megoldást a fogyatékosok esetében, emiatt ezeket a fogalmakat a gyógypedagógia kisajátította magának. A fogalmak differenciálódása fontos folyamat ill. a politikák változása. Miután az integrációs politika vált uralkodóvá, nem lehetett őket megkülönböztetni olyan módon, mint korábban azt a szegregált oktatás megkívánta.

### A törvényi szabályozás főbb változásai
Az SNI törvényi szabályozása az 1990-es évek óta többször is pontosításra került, többek között maguk a jogszabályok által előidézett nem kívánt következmények miatt.
Az 1993-as köznevelési törvényben hangsúlyt kapott a fogyatékos gyermekek differenciált, képességeikhez igazodó nevelése-oktatása, majd a törvény módosításai 1996-ban és 1999-ben további jogokat biztosítottak a beilleszkedési, tanulási nehézséggel, magatartási rendellenességgel küzdő gyermekeknek. A sajátos nevelési igény (SNI) fogalmát azonban csak a köznevelési törvény 2003-as módosítása óta kezdik használni, az oktatás területén is szakítva a pejoratívvá vált „fogyatékos” kifejezéssel.
A 2003-as módosítás nem kívánt következményeként megjelent tömeges “diszes”-sé (diszlexiássá, diszgráfiássá, diszkalkuliássá) nyilvánítás stigmatizáló hatásának és fenntarthatatlan finanszírozásának csökkentése érdekében a 2005-ben az SNI fogalmát az Oktatási Minisztérium pontosította (elkülönítették a "fogyaték" és "egyéb probléma kategóriákat"), 2007-ben pedig hivatalosan is elhatárolták az organikus illetve a nem organikus okokra visszavezethető sajátos nevelési igényt (SNI-a és SNI-b), megjelölve a kategóriák finanszírozási és ellátó intézmény szerinti kereteit. Az SNI-a esetében maradhat a tanuló speciális intézményben és finanszírozásuk is fennmarad, az SNI-b kategória kizárólag normál oktatási intézmények keretében fejleszthető, az utánuk járó fejkvóta azonban megszűnik.
Az új diagnosztikai csoportosítás korszerűbb és finomabb, mert elfogadja azt, hogy az atipikus fejlődési zavarok eltérő (organikus/nem organikus) okból is kialakulhatnak, ennek következtében más fejlesztést igényelnek. Az új megkülönböztető definíció gyakorlati használhatósága azonban nehézségekbe ütközött, egyrészt a hazai diagnosztikai gyakorlat korszerűtlensége miatt, másrészt mert egyes zavarok organikus vagy nem organikus eredetének feltárása nem minden esetben lehetséges.
Ezt a problémát kívánta kezelni a 2010. évi újabb, jelenleg is hatályos módosítás, amely tartósság és súlyosság alapján csoportosítja a rendellenességeket. A módosítás után a súlyos és tartós pszichés fejlődési zavarral küzdő gyerekek az SNI kategóriában maradnak, míg külön kategóriát képeznek a beilleszkedési, tanulási, magatartási nehézséggel küzdők (BMT). Az SNI és BMT gyerekek a kiemelten tehetséges gyermekekkel együtt képezik a kiemelt figyelmet igénylő gyermekek jogszabályi kategóriáját.

## Az SNI diagnosztikai intézményrendszere
Az SNI diagnosztikájának fontos szerepe van abban, hogy a gyermekek időben hozzájuthassanak a korai fejlesztéshez. Magyarországon ezt a feladatkört a járási, illetve megyei szintű szakértői bizottságok látják el.
Ha a védőnő, gyermekorvos, óvodapedagógus, iskolapedagógus jelzi, hogy a gyermek fejlődésében probléma mutatkozik, a szülő engedélyével, első lépésként alapszintű diagnosztikai intézménybe, a járási tankerületi szakértői bizottságokhoz (korábbi nevelési tanácsadók) irányítják a gyermeket. Itt sor kerülhet a beilleszkedési, tanulási, magatartási nehézség (BTM) megállapítására vagy kizárására és az ehhez kapcsolódó felülvizsgálatokra. A BTM-es tanuló fejlesztő foglalkoztatásra jogosult, ami kizárólag integrált oktatás keretében valósítható meg.
Ha a tankerületi szakértői bizottság megítélése szerint a gyermeknél a sajátos nevelési igény valószínűsíthető, akkor a megyei/fővárosi illetve országos illetékességbe tartozó szakértői bizottságban (2013 előtt TKVSZRB) működő szakértői csoportok átfogó vizsgálatokat végeznek. Ezután megállapítják, kizárják, esetleg felülvizsgálják az értelmi vagy tanulásban akadályozottság tényét, meghatározzák a fejlesztés irányát. A szülőkkel egyeztetve kijelölik a fejlesztés színhelyét, ami történhet szegregált szakintézményben is.
A korai diagnózis intézményi lehetőségei (pl.: életkorhoz kötött védőnői szűrések) hozzájárulnak ahhoz, hogy a fejlesztés minél előbb elkezdődhessen. A kora gyermekkori intervenciós ellátásra A korai diagnózis intézményi lehetőségei (pl.: életkorhoz kötött védőnői szűrések) hozzájárulnak ahhoz, hogy a fejlesztés minél előbb elkezdődhessen. A védőnők módszertani ajánlások alapján végzik el a szűréseket, nem áll azonban rendelkezésükre egy egységes, standardizált fejlődési szűrőeljárás. A kora gyermekkori intervenciós ellátásra szoruló gyermekeknek több mint egyharmada nem kerül ellátásba a hozzáférés regionális egyenlőtlenségei miatt. A szakszolgálati rendszer 2013. évi központosítása a helyi esélyegyenlőtlenségeket hivatott csökkenteni. A pedagógiai szakszolgálati intézmények működéséről szóló következtében az alap- és szakellátást biztosító intézmények a Klebelsberg Intézményfenntartó Központba (KLIK) olvadtak be.
Magyarországon a gyógypedagógiai szakma nemzetközi összehasonlításban felkészültnek mondható, azonban – Európában szinte egyedülálló módon – hiányoznak a minőségi munkát biztosító kötelező és egységes sztenderdizált diagnosztikai eszközök, vizsgálati- és fejlesztési protokollok

## Finanszírozás
Az SNI Magyarországon elsősorban nem szakmai, hanem ellátási, finanszírozási kategória. A sajátos nevelési igényű tanulókat képző intézmények 2013-ig magasabb normatív támogatásban részesültek. A közoktatási kiegészítő normatíva összege 224 000 forint/fő/év volt a 2012/2013. nevelési évre. Azóta a normatív finanszírozás helyett feladatfinanszírozás lépett érvénybe, amely keretében az van meghatározva, hogy hány gyermek után lehet elszámolni egy újabb pedagógus bérköltségét. Az SNI gyermekeket besorolásuktól függően kettő, illetve három gyermeknek kell számolni a pedagógusok után járó átlagbér alapú támogatás lehívásakor.
A finanszírozási rendszer 2013-ig küzdött az átláthatatlanság problémájával, a hazai önkormányzatiság rendszerében a központi állam nem kérhette számon tételesen mire költi a helyi állam a transzfereket, például az SNI gyerekek után járó támogatásokat.
2013. január elsejével a KLIK-be olvadtak be az önkormányzati fenntartású nevelési oktatási intézmények, ami közös költségvetéséből gazdálkodik.

## SNI-s gyermekek integrációja Magyarországon
Magyarországon 1981-ben kezdődtek a Bárczi Gusztáv Gyógypedagógiai Főiskolán az integrációval kapcsolatos kutatások, de a hazai integrált oktatásnak az 1993-as közoktatási és az 1998-as esélyegyenlőségi törvény adott zöld utat.
2003-ban elindult az „Utolsó padból” program, ami az indokolatlanul SNI-vé nyilvánított hátrányos helyzetű – jellemzően roma – tanulók szegregációjának megszüntetését és későbbi megelőzését tűzte ki célként.
Ezt követően a 2010-es években szakmai körökben már nem az a kérdés, hogy az SNI tanulók nevelése együtt történjen-e ép társaikkal vagy külön speciális intézményben, hanem az, hogy hogyan.

## Uniós törekvések
Az Európai Unió arra törekszik, hogy a fogyatékos és a részképességzavaros gyerekek együtt tanulhassanak az ép gyerekekkel. Ezt az oktatási formát inklúziónak, vagy inkluzív nevelésnek nevezik. A törekvéseknek az a legfőbb oka, hogy a szegregált intézmények ugyan jól fejlesztik a képességeket, de emellett az oktatás színvonala sokszor nagyon alacsony, amire néha maguk a fogyatékosok is felhívják a közvélemény figyelmét. Ez rontja esélyüket arra, hogy a későbbiekben dolgozni tudjanak.
A jelentések rámutatnak arra, hogy a társadalom peremén élő népességből aránylag többen kerülnek gyógypedagógiai iskolába, mint a többségi társadalomból. A speciális képzések sokszor elveszik az időt a tulajdonképpeni tanulnivalóktól. Mindazonáltal mérlegelni kell, hogy az integrált nevelésben rendelkezésre áll-e a megfelelő gyógypedagógiai kapacitás, és a megfelelő rugalmasság mind a tantervek, mind az intézmények részéről. Megállapítják, hogy a rosszabb tárgyi tudás miatt a felsőoktatásban is kevesebb a fogyatékos hallgató, mint ami arányos lenne, és hogy aki mégis sikeresen szerez diplomát, az is nehezebben helyezkedik el, mint az épek. A rokkantsági ellátások csökkentése és szigorítása, bizonytalanná tétele veszélyezteti a fogyatékosok megélhetését és a társadalomba való beilleszkedését. Az adatok ugyanakkor hiányosak.
Az inkluzív oktatást úgy képzelik el, hogy a gyógypedagógiai foglalkozások a tanórákon kívül zajlanak. Ez azt eredményezheti, hogy amíg az ép gyerekek sportra, zenére, rajzra, korrepetálásra, szakkörre, vagy magasabb szintű tanulmányi képzésre, például felvételi előkészítőre járnak, addig a fogyatékos tanulók gyógypedagógiai foglalkozásokon vesznek részt. Mérlegelni kell, hogy a lemaradás melyik helyzetben a kisebb.